# RankBrain
RankBrain is een kunstmatige intelligentie-systeem dat gebruik maakt van algoritmen. Het gebruik hiervan is op 26 oktober 2015 door Google bevestigd. Het systeem helpt Google bij het verwerken van de zoekresultaten zelf en het biedt eveneens relevantere zoekresultaten aan gebruikers. In een interview uit 2015 merkte Google op dat RankBrain de derde belangrijkste factor was in het ranking-algoritme, samen met links en inhoud. In 2015 werd "RankBrain nog voor minder dan 15% van de zoekopdrachten gebruikt." Er wordt aangenomen dat dit percentage tegenwoordig veel hoger ligt.
Als RankBrain een woord of zin ziet waar het niet bekend mee is, kan de machine raden welke woorden of zinnen een vergelijkbare betekenis hebben en het resultaat dienovereenkomstig filteren. Hierdoor wordt het systeem effectiever bij het afhandelen van nog nooit eerder bekeken zoekopdrachten of trefwoorden. Zoekopdrachten worden gesorteerd in woordvectoren, ook wel 'gedistribueerde representaties' genoemd, die qua taalkundige overeenkomst dicht bij elkaar liggen. RankBrain probeert deze zoekopdracht in bepaalde woorden (entiteiten) of woordgroepen in te delen die de beste kans hebben om met elkaar overeen te komen. RankBrain probeert dus te raden wat mensen bedoelen en registreert de resultaten, waardoor deze in de toekomst worden aangepast om een betere gebruikerstevredenheid te bieden. RankBrain zal bij het tonen van de zoekresultaten ook rekening houden met tevredenheidssignalen van gebruikers, zoals de klikfrequentie, het bouncepercentage en de tijd die de bezoeker op een webpagina of website spendeert. Het uiteindelijke doel achter dit proces is om bezoekers betere resultaten te bieden, waardoor de tevredenheid van de bezoeker wordt verbeterd.
Er zijn meer dan 200 verschillende factoren die de ranking bepalen. De exacte functies in het algoritme worden niet bekendgemaakt door Google. Na inhoud en links wordt RankBrain beschouwd als het op twee na belangrijkste signaal bij het bepalen van de ranking in de zoekresultaten van Google. Hoewel Google geen enkele volgorde van belangrijkheid heeft meegedeeld is RankBrain een van de drie belangrijkste zoekrangschikkingssignalen. Wanneer offline, krijgt RankBrain oplossingen van eerdere zoekopdrachten en leert bij door zoekresultaten met elkaar te vergelijken.
Studies hebben aangetoond hoe RankBrain de relaties tussen woorden steeds beter kan interpreteren. Dit kan het gebruik van stopwoorden in een zoekopdracht omvatten ('de', 'en, zonder', enzovoort) - woorden die eerder door Google werden genegeerd, maar soms van groot belang zijn om de betekenis of intentie achter iemands zoekopdracht volledig te begrijpen.
Het systeem is ook in staat om patronen te linken tussen zoekopdrachten die schijnbaar geen overeenkomsten bevatten. Hiermee leert het systeem te begrijpen hoe die zoekopdrachten toch op elkaar lijken. Nadat de resultaten van RankBrain door het team van Google zijn geverifieerd, wordt het systeem bijgewerkt en zet men het weer online. In augustus 2013 heeft Google een bericht gepubliceerd over hoe zij AI gebruiken om meer over de intenties van bezoekers te ontleden.

## Gevolgen voor digitale marketing
RankBrain heeft Google in staat gesteld om het testen van trefwoord categorieën via algoritmes te versnellen en zo de beste inhoud te kiezen voor een bepaald zoekwoord op trefwoord. Dit betekent dat oude SEO methoden, die gebruikt worden om ranglijsten met valse signalen te beïnvloeden steeds minder effectief worden. Inhoud met de hoogste kwaliteit vanuit menselijk perspectief krijgt hierdoor voorrang in de zoekresultaten. [16]
RankBrain heeft Hummingbird geholpen om meer nauwkeurige resultaten te leveren. Dit omdat het woorden en zinsdelen aan kan leren die het eerder niet kende. Bovendien past het zich specifiek aan voor het land, evenals de taal, waarin een vraag wordt gesteld. Dus, als men een zoekopdracht uitvoert met het woord “patat” in België, krijgt men informatie over aardappelen. Als de vraag echter via Nederland komt, kan de informatie ook betrekking hebben op patat friet.